# Jeanne Demessieux
Jeanne Marie-Madeleine Demessieux (Montpellier, 1921. február 13. – Párizs, 1968. november 11.) francia orgonaművész, zongoraművész, zeneszerző és zenepedagógus. Az első nemzetközi hírnevet szerzett női orgonavirtuóz. 47 évesen bekövetkezett tragikus és idő előtti halála ellenére az "Orgona nagyasszonyának" legendája ma is minden orgonistában él, hiszen kétségtelen, hogy e hangszer valaha ismert legjelentősebb művészeinek egyike volt.

## Életútja
Marie-Madeleine Mézy és Étienne Demessieux második gyermekeként született. Bámulatos zenei tehetsége már egész kiskorában megmutatkozott. Zongorázni nővére, Yolande tanította,  mielőtt Jeanne-t 1928-ban a Montpellier-i konzervatóriumba felvették. Mindössze tizenegy éves volt, amikor első díjat nyert szolfézsből és zongorajátékból: Widor zongoraversenyét játszotta. Családja Párizsba költözött, hogy tanulmányait a legjobb helyen folytathassa, illetve, mert már 12 évesen kinevezték az akkoriban épült Saint-Esprit ("Szentlélek") templom tiszteletbeli "orgonistájának": egy ideig harmóniumon játszott, míg meg nem épült az orgona. Ezt a tisztséget 28 évig töltötte be.
Ugyanebben az évben (1933) kezdte meg tanulmányait a párizsi konzervatóriumban: zongorázni Simon Riera és Magda Tagliaferro, összhangzattanra Jean Gallon, ellenpont- és fúgatanra Noël Gallon, zeneszerzésre Henri Büsser oktatta. Mindemellett – 13 évesen – magánúton elkezdett orgonálni Marcel Dupré-nél: az elkövetkező 12 évben könyörtelenül dolgozott tanára szigorú fegyelme alatt.
Amikor 1939-ben Dupré a konzervatóriumi orgona-szakosztályába felvette, Demessieux már számos első helyezést nyert zongorajátékból, összhangzattanból, ellenpont- és fúgatanból és főleg: zeneszerzésből. Végül, 1941-ben első díjat kapott orgonaművészi és improvizációs teljesítményéért is. Ám ezután még további négy évig ismét magánúton tanult Meudon-ban Dupré-nél, hogy elérje a technikai és zenei virtuozitásnak a korában nélkülözhetetlen szintjét.
Csak 1946-ban, a párizsi Salle Pleyel-ben debütált hangversenyén. A Salle Pleyel-hangversenysorozatot Dupré szervezte, Demessieux fellépésein az orgonarepertoár jelentős részét előadta. Átütő sikere volt koncertjeinek: a korabeli párizsi kritika a zenetörténet történelmi dátumáról beszélt. Demessieux hírneve üstökösként emelkedni kezdett. Több mint 700 koncertet adott Franciaországban, az Egyesült Királyságban, Belgiumban, Hollandiában, Svájcban, Németországban és az Egyesült Államokban. Mindenütt kimagasló lelkesedés fogadta. Ő volt az első női orgonista, aki szólóestet adott számos katedrálisban és koncertteremben, többek között a Westminster katedrálisban és a Westminster apátságban. Több mint 2500 művet tudott fejből, köztük Bach, Franck, Liszt és Mendelssohn teljes életművét, illetve az Opus 41-ig Dupré összes orgonaművét.
Mivel kitűnő tanár volt, a Nancy-i konzervatórium (1950–52), majd Belgiumban a Liège-i Királyi Konzervatórium (1952–68) orgona- és improvizáció professzoraként tevékenykedett. Meghívták Haarlem-be is, hogy az orgonisták nyári akadémiáján tartson órákat. Nála tanult Pierre Labric és Louis Thiry.
Demessieux 28 évnyi szolgálat után megvált a párizsi Saint-Esprit orgonista állásától: 1962-ben a párizsi Madeleine-templom tiszteletbeli orgonistája lett. 1964-ban a belgiumi Ordre de la Couronne ("Korona Rend") lovagjává ütötték.
Több hanglemezt készített a londoni DECCA-val a genfi Victoria hangversenyteremben és a Medeleine-ben. 1960-ban elnyerte a Grand Prix du Disque díjat Franck összes orgonaművének felvételéért (1958). 1967-ben újabb szerződést kötött a DECCA-val Olivier Messiaen összes orgonaművének felvételére, ennek befejezését azonban már nem érhette meg.
Dupré gyakran emlegette úgy Demessieux-t, mint az ő „igazi utódja”, és mint az „orgonisták legkiválóbbja”; tanítványai közül a legkiemelkedőbbnek őt tartotta. Ám néhány nézeteltérés valamikor a Salle Pleyel-hangversenyeket követően különleges kapcsolatukat mégis lerombolta. Dupré „kitagadta”, ami súlyos kárt okozott Demessieux franciaországi hírnevének, ami egyébként ott sohasem volt akkora, mint külföldön, különösen az Egyesült Államokban és Angliában.
Az 1960-as évek közepén Demessieux már gyakran panaszkodott a "zenei telítettség" érzésére. Beszélt azokról a lemondásokról, melyeket a túlzott fegyelemben és tanulással töltött gyermekkora miatt érzett. Továbbá arról, hogy szakmai életét azzal töltötte, hogy egy nagyon is férfiak uralta világban kivívja az őt megillető helyet. Többször és hosszabb ideig betegeskedett, mielőtt 47 éves korában, 1968. november 11-én Párizsban elhunyt rákbetegségben. Ravatalán – a Madeleineben – nagy tömeg vett részt: az orgona néma volt, és hatalmas, földig érő fekete lepel borította. A Demessieux családi sírboltban helyezték el, a Grau-du-Roi-i temetőben nyugszik, nem messze Aigues-Mortes-től.
Jeanne Demessieux több mint 30 művet komponált. Ezek közül számos orgonára készült, de emellett zongoradarabokat, több dalt, illetve néhány kórusművet (köztük egy oratóriumot is:  Chanson de Roland – Roland-ének), továbbá zenekari műveket is írt. Műveinek mintegy fele a mai napig kiadatlan. A holland Festivo CD-n több korábbi lemezét is kiadta, köztük Franck összes orgonaművének már említett 1958-as felvételét.

## Emlékezete
Halálát követően több zeneszerző – Pierre Cochereau, Pierre Labric és Eugène Reuschsel – is zeneművet írt tiszteletére. Martin Welzel életéről tudományos igényű DMA értekezést készített.

## Művei

### Orgonaszólók
- Nativité, op. 4 (1943/44. Sampzon: Delatour France, 2005).
- Six Études, op. 5 (1944. Párizs: Bornemann / Leduc, 1946).
  - Pointes
  - Tierces
  - Sixtes
  - Accords alternés
  - Notes répétées
  - Octaves
- Sept Méditations sur le Saint-Esprit, op. 6 (1945–47. Párizs: Durand, 1947).
  - Veni Sancte Spiritus
  - Les eaux
  - Pentecôte
  - Dogme
  - Consolateur
  - Paix
  - Lumière
- Triptyque, op. 7 (1947. Párizs: Durand, 1949).
  - Prélude
  - Adagio
  - Fugue
- Twelve Choral-Preludes on Gregorian Chant Themes, op. 8 (1947. Boston, MA: McLaughlin & Reilly, 1950, Summy-Birchard adta ki újra 1995-ben).
  - Rorate Caeli (más néven: Rorate Coeli )
  - Adeste Fideles
  - Attende Domine
  - Stabat Mater
  - Vexilla Regis
  - Hosanna filio David
  - O, Filii
  - Veni Creator Spiritus
  - Ubi caritas
  - In manus tuas
  - Tu es Petrus
  - Domine Jesu
- Andante (Chant donné) (1953. In: 64 Leçons d'Harmonie, offertes en hommage à Jean Gallon, edited by Claude Delvincourt. Párizs: Durand, 1953).
- Te Deum, op. 11. (1957/58. Párizs: Durand, 1959).
- Répons pour le temps de pâques: Victimae paschali laudes (1962/63. Párizs: Durand, 1970).
- Répons pour les temps liturgiques (1962-66. Sampzon: Delatour Franciaország, 2006).
  - Répons pour le temps du Très-Saint-Rosaire: Ave Maria.
  - Répons pour le temps d'Advent: Consolamini.
  - Répons pour le temps du Saint-Sacrement: Lauda Sion (első változat, készült: 1963).
  - Répons pour le temps du Saint-Sacrement: Lauda Sion (második változat, 1966).
- Prélude et fugue en ut, op. 13 (1964. Párizs: Durand, 1965).

### Orgonára és zenekarra
- Poème, op. 9 (1949. Párizs: Durand, 1952).

### Zongoraszólók
- 7 Pièces inédites (Sampzon: Delatour France, 2011).
  - Le chant des petits oiseaux
  - Berceuse et impromptu
  - Romance sans paroles
  - Allegro
  - Mazurka
  - Valse n ° 1
  - Murmure des bois
- Berceuse (1926. Kiadatlan).
- Suite (1938. Kiadatlan).
  - Prélude
  - Scherzetto
  - Menuet
  - Toccata
- Étude in F# major (1938. Kiadatlan).
- Trois préludes (1939. Kiadatlan).
  - D# minor
  - H minor
  - D minor

### Dalok (zongorakísérettel)
- Le moulin (1937. Kiadatlan).
- Soudainement contre les vitres (1940. Kiadatlan).
- Sonnet de Michel-Ange (1949. Kiadatlan. )
- Action de grâce (Keltezetlen, kiadatlan).
- Cavalier (Keltezetlen, kiadatlan).
- Le vase brisé (Keltezetlen, kiadatlan).

### Kamarazene
- Szonáta hegedűre és zongorára (1940. Sampson: Delatour France, 2013).
  - Allegro moderato
  - Adagio cantabile
  - Thème et variations
- Ballada, op. 12, kürtre és zongorára (1962. Párizs: Durand, 1962).
- Vonósnégyes (Keltezetlen, kiadatlan).

### Kórusművek
- Cantate pour le jeudi Saint kórusra, szólistákra és orgonára, Félix Raugel szövege alapján (1938. Kiadatlan).
- Barques célestes három női hangra, a capella (1938. Kiadatlan.)
- Consolamini öt hangra, a capella (1950. Kiadatlan).
- Chanson de Roland, op. 10 kórusra, mezzoszopránra és zenekarra (1951–56. Párizs: Leduc).

### Egyéb művek
- Két szimfonikus tétel zenekarra (1941. Kiadatlan).
- George Friderich Händel : 1. és 2. orgonaversenyek kadenciái (publikálatlan).
- Liszt Ferenc: Funérailles, orgonaátirat (Sampzon: Delatour France, 2010).

## Hanglemezei
- César Franck: The complete works for organ.
  - Jeanne Demessieux, Organ. Recorded in July 1959 at the Cavaillé-Coll-Orgel of La Madeleine in Paris, France. Amersfoort, Netherlands: Festivo, n. d. FECD 155/156. 2 CD's.
- Jeanne Demessieux aux grandes orgues de l'Eglise de la Madeleine à Paris, Vol. I.
  - J. S. Bach: Sinfonia from Cantata No. 29, Erbarm dich mein, o Herre Gott BWV 721, O Mensch, bewein dein Sünde groß BWV 622, Christ unser Herr zum Jordan kam BWV 684; W. A. Mozart: Fantasia in F minor K. 608; F. Liszt: Prelude and Fugue on the name BACH; Ch. M. Widor: Allegro from Symphony No. 6 in G minor.
    - Jeanne Demessieux, Organ. Recorded in July 1958 at the Cavaillé-Coll-Orgel of La Madeleine in Paris, France. Amersfoort, Netherlands: Festivo, n. d. FECD 131. 1 CD.
- Jeanne Demessieux aux grandes orgues de l'Eglise de la Madeleine à Paris, Vol. II.
  - J. S. Bach: Toccata and Fugue in F Major BWV 540, Fantasia in G major BWV 572; W. A. Mozart: Adagio and Fugue in C minor K. 546/426; E. Mignan: Toccata Médiévale; J. Berveiller: Mouvement; J. Demessieux: Te Deum op. 11.
    - Jeanne Demessieux, Organ. Recorded in July 1958 at the Cavaillé-Coll-Orgel of La Madeleine in Paris, France. Amersfoort, Netherlands: Festivo, n. d. FECD 132. 1 CD.
- The Legendary Jeanne Demessieux, Vol. III.
  - O. Messiaen: Transports de joie (L'Ascension); J. S. Bach: Liebster Jesu, wir sind hier BWV 731; J. Berveiller: Mouvement; Ch. M. Widor: Toccata from Symphony No. 5 in F major; W. A. Mozart: Fantasia in F minor K. 608; J. S. Bach: Toccata, Adagio and Fugue in C major BWV 564; F. Liszt: Ad nos, ad salutarem undam.
    - Jeanne Demessieux, Organ. Recorded on 6 July 1961 at the Müller-Orgel of St. Bavo, Haarlem (Mozart), on 23 July 1963 at the organ of the Oude Kerk in Amsterdam (Bach: BWV 564), at Victoria Hall in Geneva (1963; Liszt: Ad nos), and the Metropolitan Cathedral in Liverpool (1967; Messiaen; Bach: BWV 731; Berveiller and Widor). Amersfoort, Netherlands: Festivo, n. d. FECD 141. 1 CD.
- The Legendary Jeanne Demessieux: The Hamburg Organs.
  - St. Sophienkirche: H. Purcell: Trumpet Tune; J. S. Bach: Praeludium and Fugue in A minor BWV 543, Liebster Jesu, wir sind hier BWV 731. St. Michaelis: C. Franck: Prélude, Fugue et Variation op. 18, Cantabile (Trios Pièces). Christianskirche: J. Berveiller: Mouvement; J. Demessieux: Te Deum op. 11, Consolateur (Sept Méditation sur le Saint Esprit op. 6), Tierces (Six Études op. 5); O. Messiaen: Dieu parmi nous (La Nativité du Seigneur); J. Demessieux: Improvisation on the Choral "O großer Gott der Treu" from Cantata No. 46 of J. S. Bach.
    - Jeanne Demessieux, Organ. Recorded in May 1959 (St. Sophienkirche), in November 1962 (St. Michaelis), and June 1958 (Christianskirche). Amersfoort, Netherlands: Festivo, n. d. FECD 6961/862. 1 CD.

## Bibliográfia
- Association des Amis de l'Orgue (ed.). Jeanne Demessieux: Journal (1934-1946). L'Orgue No. 287-288 (2009).
- Association Maurice et Marie-Madeleine Duruflé (ed.). Hommage à Jeanne Demessieux. Bulletin No. 9 (2009).
- Page, Barnaby. Jeanne Demessieux. Organists' Review (September 2018): 9-13.
- Tréfouel, Dominique. Jeanne Demessieux. Lyon, France: J2C/ALDRUI Éditions, 2005. ISBN 2-906196-14-2.
- Trieu-Colleney, Christiane. Jeanne Demessieux: Une vie de luttes et de gloire. Avignon, France: Les Presses Universelles, 1977.
- Welzel, Martin. Jeanne Demessieux (1921–1968): A critical examination of her life. DMA Dissertation, University of Washington, Seattle, 2005. Available through ProQuest Dissertation Express.

## Fordítás
- Ez a szócikk részben vagy egészben  a   Jeanne Demessieux című angol Wikipédia-szócikk ezen változatának fordításán alapul.  Az eredeti cikk szerkesztőit annak laptörténete sorolja fel. Ez a jelzés csupán a megfogalmazás eredetét és a szerzői jogokat jelzi, nem szolgál a cikkben szereplő információk forrásmegjelöléseként.